# Halcyon
Halcyon är ett fågelsläkte i familjen kungsfiskare inom ordningen praktfåglar som omfattar tolv arter:
- Rostkungsfiskare (H. coromanda)
- Chokladkungsfiskare (H. badia)
- Blåbröstad kungsfiskare (H. malimbica)
- Kustkungsfiskare (H. senegaloides)
- Savannkungsfiskare (H. senegalensis)
- Strimkungsfiskare (H. chelicuti)
- Brunhuvad kungsfiskare (H. albiventris)
- Gråhuvad kungsfiskare (H. leucocephala)
- Svarthuvad kungsfiskare (H. pileata)
- Javakungsfiskare (H. cyanoventris)
- Brunbröstad kungsfiskare (H. gularis)
- Smyrnakungsfiskare (H. smyrnensis)